# Gewog de Chhume
Le gewog de Chhume (wylie : chu smad ; bumthang : Chunmat) est un gewog, c'est-à-dire un groupe de villages, situé dans le district de Bumthang au Bhoutan. La langue locale dominante est le bumthang, apparentée au dzongkha.